# Seaforth (Ontario)
Pour les articles homonymes, voir Seaforth.
Seaforth est une communauté du sud de l’Ontario dans le comté de Huron au Canada.
La population était de 2 300 habitants en 2001.